# Молизе (Кампобасо)
Молизе (итал. Molise) је насеље у Италији у округу Кампобасо, региону Молизе.
Према процени из 2011. у насељу је живело 167 становника. Насеље се налази на надморској висини од 860 м.

## Становништво
| 1936. | 1951. | 1961. | 1971. | 1981. | 1991. | 2001. | 2011. |
| ----- | ----- | ----- | ----- | ----- | ----- | ----- | ----- |
| 565   | 497   | 405   | 299   | 226   | 191   | 186   | 162   |